# Trettondagspilen
Trettondagspilen är en årlig bågskyttetävling som avgörs i Karlstad i Sverige varje trettondedag jul, därav namnet. Efter svenska mästerskapen är Trettondagspilen Sveriges näst största bågskyttetävling. Tävlingen hade premiär 1979.